# Hunor és Magor

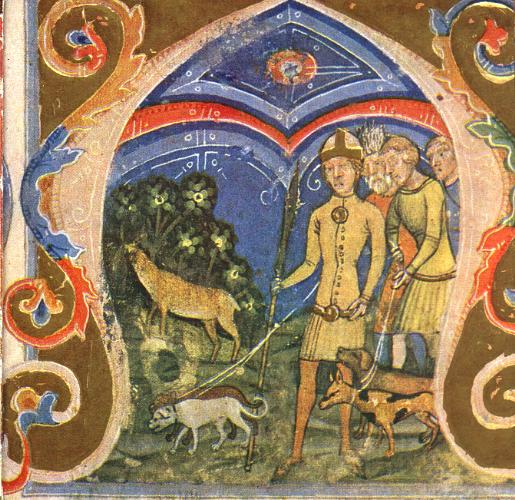
Hajsza a Csodaszarvas után. Képes krónika, 1360

Hunor és Magor a magyar nép eredetét magyarázó monda szerint a hunok és a magyarok őse volt.
A mondának több változata ismeretes. A Gesta Hungarorumban előadott változat a testvéreket Ménrót (az eredeti latin szövegben Menrot) fiaiként említi. Ménrótot – Kézai utalásai nyomán – gyakorta,   Nimród királlyal azonosítják. Thana fia Ménrót azonban – Kézai szerint – Jáfet ivadéka.
A Képes krónika változata szerint Hunor és Magor őse Jáfet fia Magóg volt, nem pedig Nimród (az eredeti latin szövegben Nemproth) király.

## Kézai Simon krónikájában
Kézai Simon, meglehetős részletességgel, ekképpen adja elő Hunor és Magor, illetve a Csodaszarvas meséjét:
„Mellőzve tehát az eseményeket, mellyek kezdett tárgyunknak színt adnak, vissza kell térnünk Menróth óriásra, ki a nyelvek megkezdődött összezavarodása után Eviláth földére méne, mellyet ez időben Persia tartományának neveznek, és ott nejétől Eneth-től két fiat nemze, Hunort tudniillik és Mogort, kiktől a húnok vagy magyarok származtak. De mivel Menróth óriásnak Enethen kivűl mint tudjuk, több neje is volt, kiktől Hunoron és Magoron kivűl több fiakat és leányokat is nemzett; ezen fiai és maradékaik Persia tartományát lakják, termetre és szinre hasonlítnak a húnokhoz, csak hogy kissé különböznek a beszédben, mint a szászok és thüringek. S minthogy Hunor és Mogor első szülöttek valának, atyjoktól megválva kölön sátrakba szállnak vala. Történt pedig, hogy a mint egyszer vadászni kimentek, a pusztán egy szarvas ünőre bukkanának, mellyet, a mint előttök futott, a Meotis ingoványaiba kergetének. S midőn az ott szemök elől tökéletesen eltűnt, sokáig keresék, de semmi módon nem találhatták. Végre is az említett ingoványokat bejárván, azon földet baromtartásra alkalmasnak szemlélték.

Visszatérvén onnan atyjokhoz s búcsút vévén tőle, minden vagyonostól a meotisi ingoványok közzé szállának lakozni. Meotis tartománya pedig Persia hazával határos s egy igen keskeny gázlón kivűl mindenfelől tenger övezi környűl; folyói teljességgel nincsenek, fűben, fában, madárban, halban és vadban bővölködik. Nehéz oda bé, s onnan kimenni. S a meotisi ingoványokba bémenvén, ott öt esztendeig mozdulatlanúl maradának. Hatodik évre tehát kimenvén véletlenűl, a pusztában Belár fiainak nejeire, kik férjeik nélkűl sátrakban tanyázának, s gyermekeikre bukkanának, kiket is vagyonostól sebes nyargalva a Meotis ingoványaiba vivének. Történt pedig, hogy azon gyermekek közt az alánok fejedelmének Dulának két leányát is elfogták, kiknek egyikét Hunor, másikát Mogor vevé nejűl. S ezen nőktől vették eredetöket minden húnok és magyarok. S miután azon ingoványok közt hosszasabban időztek, lőn, hogy igen erős nemzetté kezdtek növekedni és a tartomány őket béfogadni és táplálni nem bírta.” (Szabó Károly fordítása.)

## Kálti Márk előadásában
Kálti Márk ekképpen írja le a hunok és magyarok eredetmondáját:
„Történt azután egy napon, hogy vadászni indultak; a pusztaságban szarvasünő bukkant elébük; ezt a Maeotis ingoványaiba üldözték; futott előlük. Mikor azonban ott teljességgel eltűnt előlük, sokáig keresték, de semmiképpen fel nem lelhették. Bebolyongták azután ezt a mocsárvidéket, és úgy találták, hogy az alkalmas nyájak legeltetésére. Visszatértek hát atyjukhoz, és tőle engedelmet kapván, minden jószágukkal bementek a maeotisi mocsarakba, és ott is maradtak. Maeotis vidéke pedig Perzsaországgal határos; egyetlen gázló kivételével mindenfelől tenger övezi; folyóvizekben, növényekben, erdőben, halban, vadban, madarakban bővelkedik; ki-be járni ott bajos dolog. Elérkezvén tehát a maeotisi mocsarakba, nyugton megültek ott öt évig. A hatodik esztendőben pedig kimentek; a pusztaságban a sátrak alatt véletlenül a Bereka-fiak feleségeire és gyermekeire bukkantak, amint férjeik nélkül a kürt ünnepét ülték, és történetesen éppen zene hangjai mellett táncot jártak; jószágostul gyorsan elragadták őket a Maeotis ingoványaiba. A vízözön után ez volt az első rablás. Úgy esett, hogy ama csatában a leányok között Dul alán fejedelemnek két leányát is elragadták; egyiket Hunor, másikat Magor vette feleségül: ezektől az asszonyoktól erednek mind a hunok vagy a magyarok.” (Geréb László fordítása.)

## Nemzetközi analógiák
A szarvasra vadászó férfipáros legendája más népeknél is megvolt, az ókori görögöknél biztosan. A mellékelt képet Pella ógörög városában találták, padlócsempén.

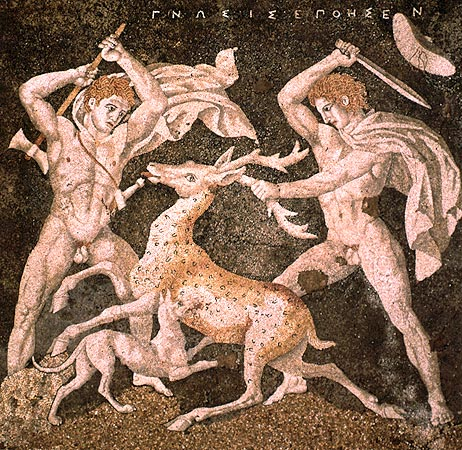
Az ógörög Pella városában talált, szarvasvadászatot ábrázoló csempe kb. Kr.e. 300-ban készült. A jobboldali alak valószínűleg Nagy Sándor, baloldalt hűséges társa Hephaestion látható

A szarmaták eredetlegendája szerint, amit Hérodotosz jegyzett le, szkíta ifjak összeházasodtak a velük sokáig ellenséges amazon nőkkel, akik a Meótisz vidékén éltek, és az ő ivadékaikból jött létre a szarmata nép.

## Történeti körülmények
- A 630. év táján hozta létre Kuvrat a Fekete-tengertől és a Meotisztól északra elterülő kelet-európai pusztán – az addig a nyugati türkök, illetve az avarok függésében élő utrigurok és kutrigurok egyesítésével – Régi Nagy Bulgáriát. Kuvrat a Dulo nemzetségből származott. A 670. év táján, halála után, fiai belharcai miatt Kuvrat birodalma felbomlott. A magyarok ez után – a 830. évet követően – költöztek Etelközbe. A mondában szereplő Dul(a), alán fejedelem neve kapcsolatban lehet a Dulo nemzetség nevével. A Hunor személynév pedig lehet a hun szövetség onogur ágazatának, illetve népeinek megszemélyesítése.
- A fent ismertetett eredetmonda egyik változatát Prokopiosz leírása őrizte meg. Szerepel ebben a szarvas, a két testvér és a Meotisz vidéke is. Prokopiosz szerint a hun király két fia, Utrigur és Kutrigur, egy szarvast követve keltek át a Boszporosz Kimmérioszon (Kercsi szoros). A Prokopiosz-féle eredetmonda tehát a bolgárok két csoportjára hivatkozik, nem pedig a magyarokra. A 830. év előtt magyar nevet viselő nép még nem létezett.
- "Bíborbanszületett Konstantin tiszta forrásból, Bulcsú és Tormás herceg követségétől tanulta ősi szabar nevünket. Művében – De Administrando Imperio (DAI) – írja: a madzsarok, avagy magyarok neve tourkoi, illetve régebben szabartoi aszfaloi." (Czakó Gábor: "Ismerős ismeretlen").
- "Az orosz tudósok föltárta Szintasta-andronovói kultúra, amelyet őseink még a bronzkorban alapítottak a III-II. évezred fordulóján a Dél-Urál térségében, gazdag régészeti anyagot hagyományoztak ránk. Lásd: szintasta kultúra, erődvárosok, bányák stb. Minderről kimerítően írt Z. Tóth Csaba és több tudósunk. Szerénytelenségem Nyelvédesanyánk, Szabir titok és más könyveiben tett közzé számtalan adatot – szöveget és képet – ősműveltségünk e szakaszáról." (Czakó Gábor: "A honfoglalás revíziója").
- Kasler Miklós professzor a 2012 és 2017 között lezajlott genetikai kutatása ("Kásler Miklós – Szentirmay Zoltán: "A Mátyás-templomban elhelyezett Árpád-házi csontvázak azonosítása.") III. Béla esetében a kelet-eurázsiai sziung-nu hunokkal talált kapcsolódást, a finnugorokkal nem. Az eredményekről a genetikai tudományok egyik legnevesebb fórumán, az Archaeological and Anthropological Sciences című folyóiratban számolt be a kutatócsoport még 2018 elején.
- Dümmerth Dezső szerint ("Az Árpádok nyomában"; "Álmos, az áldozat") a VII. századi Kuvrat kán (kagán, kapgán), Turul-házi Attila hun nagykirály fiának, a Szkítiába költözött Elláknak a leszármazottja, akárcsak a IX. századi, nagytekintélyű magyar Ügyek vezér, így az Anonymus által Szentnek nevezett Álmos de genere Athilae regis, de genere Turul (819-895) is. Mindebből fakad, hogy az Árpád-ház a Turul-ház egy leágazásának tekinthető.
- Érdekességképpen említjük, hogy Turul volt a oszmán-ház alapítójának apja, Ertugrul (Turul-harcos) is, aki a XIII-XIV. század fordulója körül jelent meg. Több, mint figyelemreméltó, hogy az oszmán-török "Emese" (Maikun) egy Edebali nevű bölcs leánya, hasonlóan a mi Emesénkhez, akinek apja a Nagy Edubeli nevű bölcs, csak közben eltelt pár száz év. Anonymus latinul "Eun-eubeli-ani"-nak írja a nevét, ahol az "Eun"="Ön", törökül annyit jelent, hogy "Nagy"; "ani" egy latinos végződés (Demény István Pál: "Emese álma").

## További ismertetők
- Arany János (1863): Buda halála. Hatodik ének. Rege a csodaszarvasról.
- Benedek Elek (1987): Magyar mese- és mondavilág I. A Csodaszarvas. Budapest.
- Curtis, Th. C. (1998): The origin of languages: a synthesis. CEN Technical Journal 12 (3): 314–338.
- Fóti József Lajos (1913): Góg és Magóg. Irodalomtörténeti Közlemények 23: 28–59., 46–47.
- Jankovics Marcell (1996): Ahol a madár se jár. Tizenkét év hét tanulmánya. Budapest.
- Jankovics Marcell (2005): A fa mitológiája. Második, változatlan kiadás. Budapest.
- Kállay Ferencz (1861): A pogány magyarok vallása. Pest.
- Kandra Kabos (1897): Magyar mythologia. Eger.
- Lipiński, E. (1990): ‘Les Japhétites selon Gen 10,2–4 et 1 Chr 1,5–7’. Zeitschrift für Althebraistik 3: 40–53.